# Mount Crested Butte
Mount Crested Butte és una població dels Estats Units a l'estat de Colorado. Segons el cens del 2000 tenia 707 habitants.

## Demografia
Segons el cens del 2000, Mount Crested Butte tenia 707 habitants, 323 habitatges, i 114 famílies. La densitat de població era de 177,3 habitants per km².
Dels 323 habitatges en un 11,8% hi vivien nens de menys de 18 anys, en un 31,6% hi vivien parelles casades, en un 2,8% dones solteres, i en un 64,4% no eren unitats familiars. En el 26,9% dels habitatges hi vivien persones soles l'1,2% de les quals corresponia a persones de 65 anys o més que vivien soles. El nombre mitjà de persones vivint en cada habitatge era de 2,19 i el nombre mitjà de persones que vivien en cada família era de 2,55.
Per edats la població es repartia de la següent manera: un 9,3% tenia menys de 18 anys, un 17,3% entre 18 i 24, un 48,2% entre 25 i 44, un 21,5% de 45 a 60 i un 3,7% 65 anys o més.
L'edat mediana era de 31 anys. Per cada 100 dones de 18 o més anys hi havia 156,4 homes.
La renda mediana per habitatge era de 48.864 $ i la renda mediana per família de 64.167 $. Els homes tenien una renda mediana de 33.542 $ mentre que les dones 32.188 $. La renda per capita de la població era de 35.657 $. Entorn del 2,7% de les famílies i el 13% de la població estaven per davall del llindar de pobresa.

## Poblacions més properes
El següent diagrama mostra les poblacions més properes.